# Erpodium hodgkinsoniae
Erpodium hodgkinsoniae là một loài rêu trong họ Erpodiaceae. Loài này được Hampe & Müll. Hal. mô tả khoa học đầu tiên năm 1887.